# Luis Robles Díaz
Luis Robles Díaz (ur. 6 marca 1938 w El Grullo, zm. 7 kwietnia 2007 w Rzymie) – meksykański duchowny katolicki, arcybiskup, nuncjusz apostolski.

## Życiorys
14 kwietnia 1963 otrzymał święcenia kapłańskie i został inkardynowany do diecezji Autlán. W 1965 rozpoczął przygotowanie do służby dyplomatycznej na Papieskiej Akademii Kościelnej.
16 lutego 1985 został mianowany przez Jana Pawła II nuncjuszem apostolskim w Sudanie oraz arcybiskupem tytularnym Stephaniacum. Sakry biskupiej 9 kwietnia 1985 r. udzielił mu kardynał Ernesto Corripio y Ahumada. 
Następnie w 1990 został przedstawicielem Watykanu w Ugandzie.
6 marca 1999 został przeniesiony do nuncjatury na Kubie. 
Od 4 października 2003 do śmierci pełnił funkcję wiceprzewodniczącego Papieskiej Komisji ds. Ameryki Łacińskiej.